# Mogu

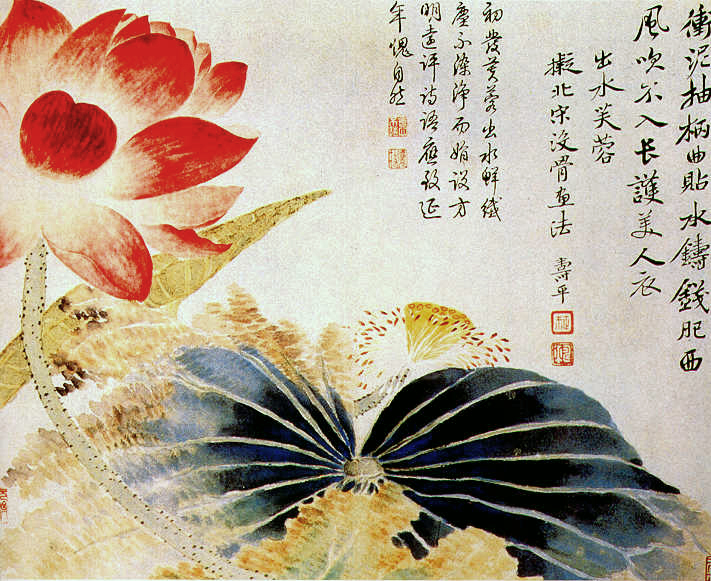
Fleur de Lotus brisant la surface, Yun Shouping, Dynastie Qing, Chine, Musée du Palais, Pékin.

Le Mògû  (chinois simplifié : 没骨, littéralement, sans os) ou meigu, mògû huāzhī (没骨花枝, littéralement rameaux florifères sans os), est une technique et méthode de peinture chinoise, dans laquelle les lignes de structure et de contours ne sont pas utilisées. L'encre ou les couleurs sont donc directement posées sur le support pour peindre les masses du sujet.
Pour établir une comparaison avec la terminologie de la peinture occidentale, on dirait que l'on y « travaille en masses plutôt qu'en contours ».
C'est pendant la Période des Cinq Dynasties et des Dix Royaumes dans le Houshu (后蜀), que le peintre Huáng Quán (黄荃, ? – 965) élabora cette technique où l'on ne percevait pas les contours et que l'on nomma alors « Mògû huāzhī » (没骨花枝, littéralement rameaux florifères sans os).

## Peintres chinois utilisant cette technique
- Yùn Shòupíng, 恽寿平 (1633—1690) ;
- Wáng Shìzhēn, 王士祯（1634—1711）;
- Qí Báishí, 齐白石 (1864-1957).